# Prawnik

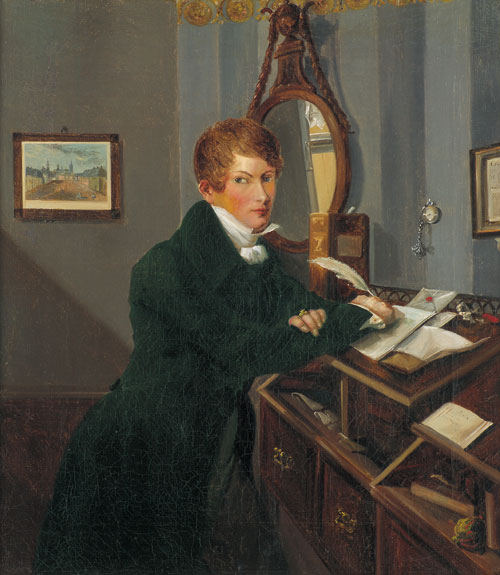
Niemiecki notariusz,1830

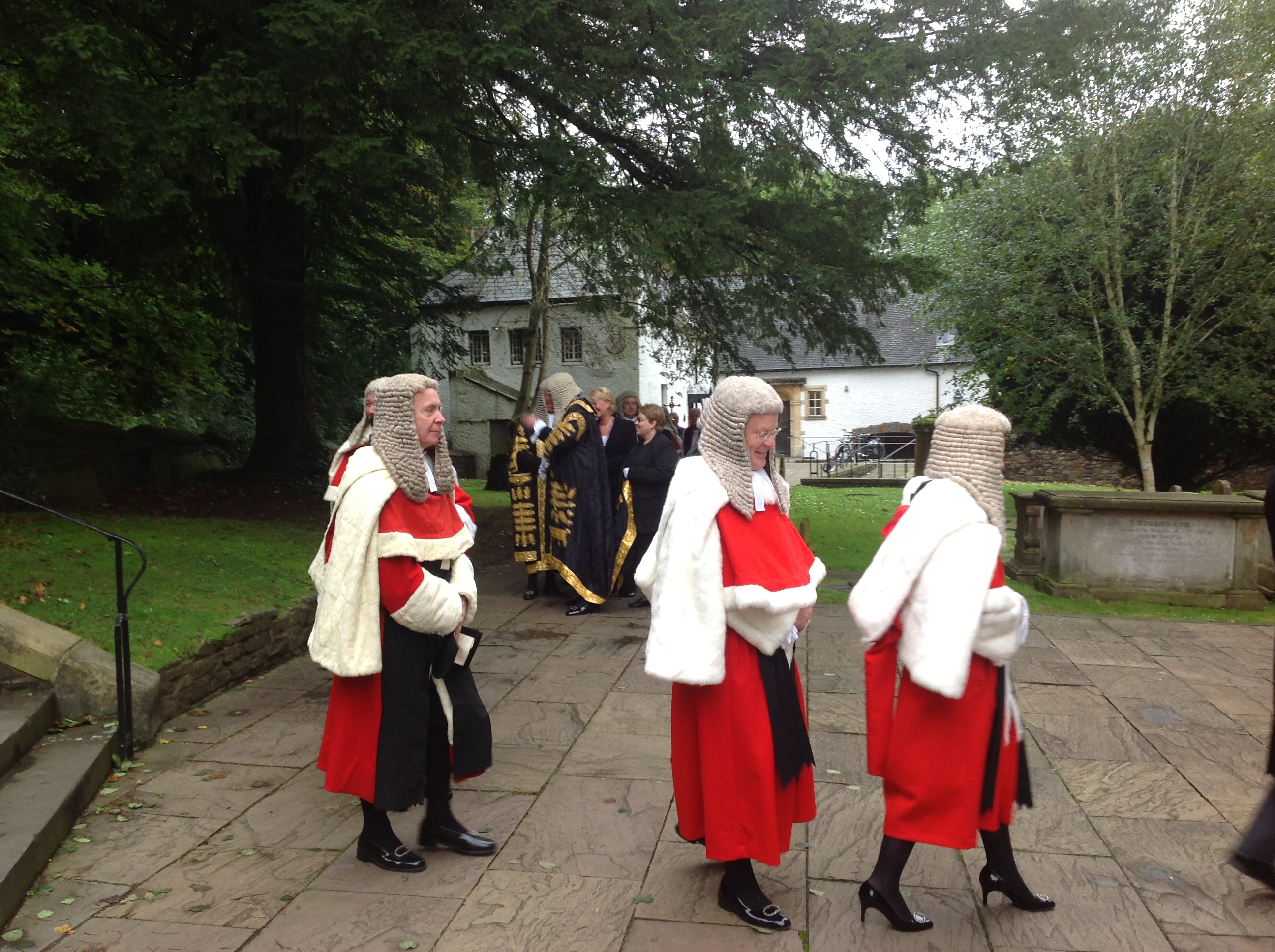
Walijscy sędziowie, 2013

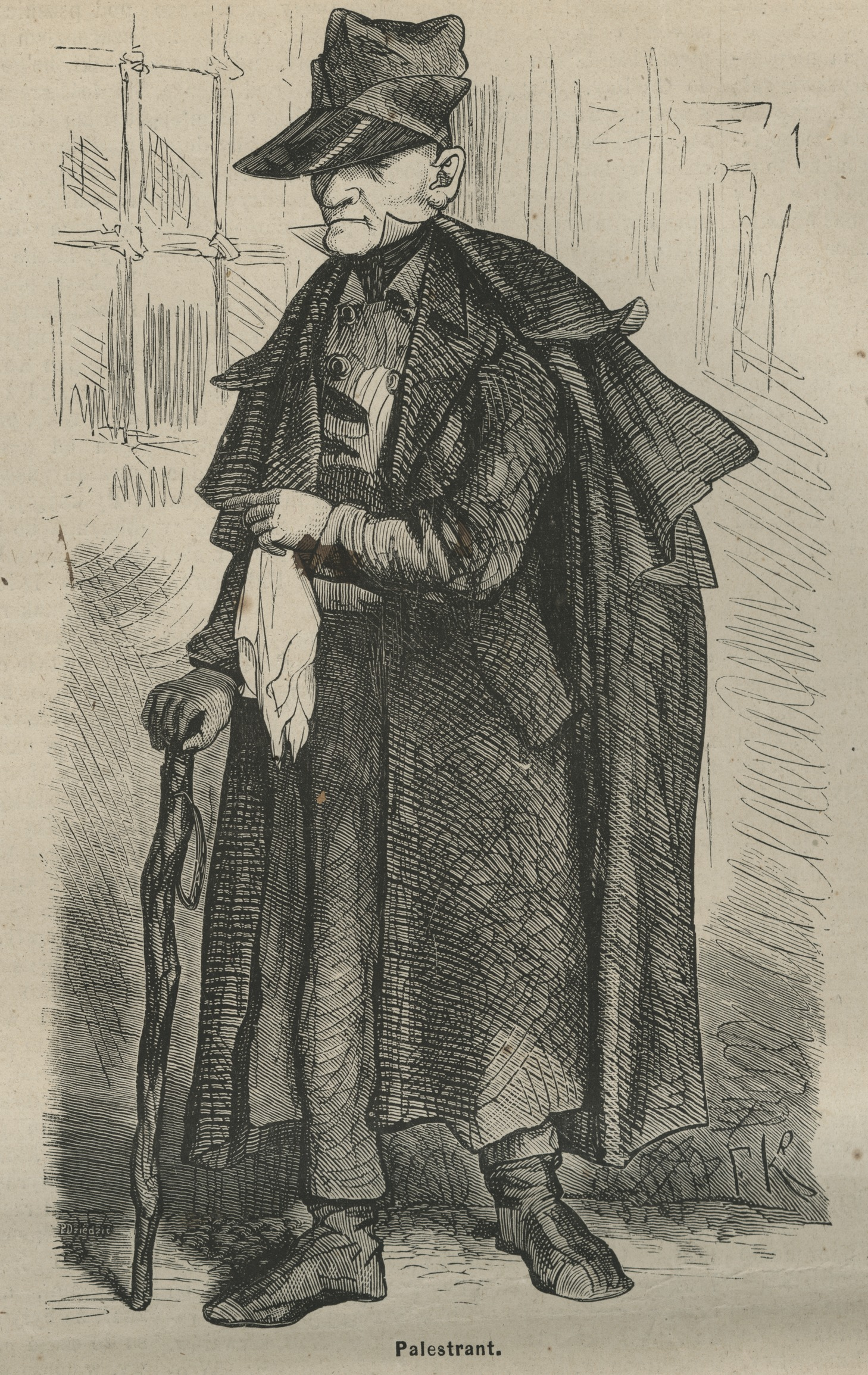
Prawnik warszawski według Tygodnika Ilustrowanego z 1869 roku

Prawnik, w odniesieniu do kobiet prawniczka – osoba mająca wykształcenie prawnicze (ukończone studia prawnicze i tytuł magistra prawa). Specjalista w dziedzinie prawa, zwykle zajmujący się prawem naukowo lub zawodowo. 
Odnosi się także do osoby, która nie ma uprawnień do wykonywania zawodu prawniczego w sposób formalny, np. absolwenta prawa bez aplikacji. Adwokat i radca prawny to zawody regulowane, wymagające ukończenia aplikacji i wpisu na listę adwokatów lub radców prawnych. Dawniej prawnika  utożsamiano zazwyczaj z adwokatem lub doradcą prawnym.

## Funkcje prawnika
Zawody prawnicze istnieją, by regulować stosunki między jednostkami ludzkimi, oraz między zespołami ludzkimi. Już od starożytności prawnicy dokonywali tej regulacji w społeczeństwie, czego najlepszym przykładem jest prawo rzymskie. Poza tym zawody prawnicze istnieją po to aby: „reprezentować interesy ludzi i towarzyszyć im przy tym przed sądami i innymi organizacjami, przygotowywać i weryfikować dokumenty prawne, spełniać rolę mediatorów, arbitrów i negocjatorów, kształtować świadomość prawną społeczeństwa, chronić prawa człowieka oraz realizować sprawiedliwość”.

## Zawody prawnicze
Istnieje wiele zawodów prawniczych, mających odrębne kompetencje.

## Prawnicy w Polsce
W Polsce wyróżnia się następujące zawody prawnicze: sędzia, adwokat, radca prawny, komornik sądowy, notariusz, prokurator, rzecznik patentowy czy kurator sądowy. W ostatnich dekadach dodatkowo uregulowano zawody asystenta sędziego, asystenta prokuratora, doradcę podatkowego, doradcę restrukturyzacyjnego, legislatora, mediatora, referendarza sądowego, radcy Prokuratorii Generalnej czy eksperta Urzędu Patentowego RP.
Zawody prawnicze wymienione jako zobowiązane do posiadania adresu dla doręczeń elektronicznych to: adwokat, radca prawny, komornik sądowy, notariusz, rzecznik patentowy, doradca podatkowy i doradca restrukturyzacyjny.

### Prawnicy w Unii Europejskiej
W państwach członkowskich Unii Europejskiej prowadzone są prace nad harmonizacją prawa dotyczącego regulacji zawodu prawnika, co ma pozwolić na łatwiejsze świadczenie usług prawnych na terenie Unii. Zgodnie z dyrektywą Rady z dnia 22 marca 1977 r. mającą na celu ułatwienie skutecznego korzystania przez prawników ze swobody świadczenia usług, oraz art. 1 ust. 1 lit. a dyrektywy 98/5/WE Parlamentu Europejskiego i Rady z dnia 16 lutego 1998 r. mającej na celu ułatwienie stałego wykonywania zawodu prawnika w Państwie Członkowskim innym niż państwo uzyskania kwalifikacji zawodowych, osoba uprawniona do wykonywania zawodu przy użyciu jednego z poniższych tytułów zawodowych uznawana jest za prawnika (uprawnionego do świadczenia usług): Rechtsanwalt (Austria), Avocat/Advocaat/Rechtsanwalt (Belgia), Адвокат (Bułgaria), Odvjetnik/Odvjetnica (Chorwacja), Δικηγόρος (Cypr), Advokát (Czechy), Advokat (Dania), Vandeadvokaat (Estonia), Asianajaja/Advocat (Finlandia), Avocat (Francja), Δικηγόρος (Grecja), Abogado/Advocat/Advogad/Abokatu (Hiszpania), Advocaat (Niderlandy), Barrister/Solicitor (Irlandia), Advokatas (Litwa), Zverinats advokats (Łotwa), Avocat (Luksemburg), Rechtsanwalt (Niemcy), Avukat/Prokuratur Legali (Malta), Advogado (Portugalia), Avocat (Rumunia), Advokát/Komerčný právnik (Słowacja), Odvetnik/Odvetnica (Słowenia), Advokat (Szwecja), Advocate/Barrister/Solicitor (Zjednoczone Królestwo, przed Brexitem), Ügyvéd (Węgry) oraz Avvocato (Włochy), a w Polsce – Adwokat/Radca prawny, natomiast w krajach EOG i Szwajcarii: Lögmaur (Islandia), Rechtsanwalt (Liechtenstein), Advokat (Norwegia) oraz Avocat/Advokat, Rechtsanwalt, Anwalt, Fürsprecher, Fürsprech Avvocato (Szwajcaria).

### Nieregulowana działalność prawna
Niektóre zawody związane ze świadczeniem usług prawnych nie są uregulowane, lub są regulowane częściowo. W krajach o systemie common law funkcjonują liczne zawody określane jako paralegals. Są to zawody ukształtowane około 1967 roku, które wykonywane mogą być zarówno przez osoby posiadające wyższe wykształcenie prawnicze, jak też inne, które nabyły kwalifikacje na kursach, stażach i innych formach przygotowania zawodowego. Paralegals ukształtowali silne, własne, różne organizacyjne stowarzyszenia zawodowe. Główne z nich to amerykańskie National Federation of Paralegal Assistants i National Association of Legal Assistants. Mają też własne kodeksy etyczne.
W Polsce usługi prawne w formie działalności nieregulowanej mogą być udzielane jako usługi doradcy prawnego, wyłącznie przez absolwentów uczelni na kierunku prawo.

## Teoria pojęcia
Teorie tego zawodu rozwinęły się w kulturze prawa stanowionego i common law, gdzie pozycja zawodu prawniczego jest największa. Sformułowano trzy główne teorie zawodu prawnika, a ich autorami byli: Max Weber, Karol Marks i Talcott Parsons.
Max Weber twierdził, że podstawową kategorią usytuowania zawodu prawnika w społeczeństwie jest rynek. Prawnicy, będący ekspertami w dziedzinie prawa, kontrolują rynek, świadcząc profesjonalną pomoc prawną, zabezpieczając w ten sposób zbiorowe potrzeby społeczeństwa w zakresie bezpieczeństwa i ochrony praw jednostki. Powoduje to podnoszenie się statusu zbiorowego prawników. Kontrola rynku odbywa się poprzez tworzenie korporacji prawniczych ograniczających dostęp do świadczenia tego rodzaju usług poprzez wprowadzenie obowiązków takich jak przynależność do danej korporacji, uzyskanie licencji lub rejestracja, które powiązane są z obowiązkiem uiszczania opłat i potwierdzeniem posiadanych kwalifikacji w trakcie postępowań egzaminacyjnych.
Punktem odniesienia teorii zawodu prawnika Karola Marksa jest teoria walki klas i wynikające z niej umiejscowienie zawodu prawnika w społeczeństwie. Oczekiwaniem Karola Marksa było poszerzenie jednej z nich o wolne zawody prawnicze bądź zanik wolnych zawodów prawniczych. Prawnicy nie ulegają przyporządkowaniu do żadnej z grup, gdyż zachowują tożsamość zawodową, a nie klasową, ponieważ ich kapitałem nie jest – jak to wynika z ujęcia marksistowskiego – pieniądz, lecz profesjonalna wiedza.
Teoria strukturalno-funkcjonalna Talcotta Parsonsa o porządku społecznym zwraca uwagę na wielość czynników sytuujących pozycję zawodu prawnika w społeczeństwie. Są to „środowisko rodzinne, etniczne, rasa, płeć, religia, wykształcenie, zajęcia, klientela, wynagrodzenia, dochody, bogactwo i polityka”. Teoria Parsonsa zwraca szczególną uwagę na konieczność zagwarantowania autonomii zawodowej, samorządności i możliwości samoregulacji korporacjom prawniczym. Konieczność ta wynika z wykorzystywania tych instytucji w interesie klienta przy jednoczesnym założeniu braku nadużyć w interesie własnym.